# Muzeul Civilizației Dacice și Romane
Muzeul Civilizației Dacice și Romane (în trecut Muzeul Județean Deva, continuator al Societății de Istorie și Arheologie a Comitatului Hunedoara) este un muzeu județean aflat în Deva, județul Hunedoara, România. Este organizat în trei secții: istorie, științele naturii și artă, fiind în posesia unor bunuri culturale clasate în tezaurul patrimoniului cultural național.

## Clădirea
Sediul Muzeului Civilizației Dacice și Romane se află în palatul Magna Curia, sau castelul Bethlen, care este cea mai veche clădire monument istoric din Deva ce s-a păstrat.
Edificiul, care are un pronunțat aspect baroc, a suferit ultimele transformări ce îi dau înfățișarea de astăzi în prima jumătate a secolului al XVIII-lea. Inițial, palatul Magna Curia a fost ridicat în stil renascentist în anul 1621 de Gabriel Bethlen (de unde și denumirea „Castelul Bethlen”) pornind de la casa existentă care a fost construită în anul 1582 de către căpitanul garnizoanei cetății Deva, Francisc Geszty.

## Muzeul
Vestigiile arheologice descoperite pe teritoriul comitatului Hunedoara necesitau de multă vreme crearea unei instituții menite să le depoziteze, să le întrețină și să le pună în valoare. În anul 1880 s-a înființat la inițiativa lui Gábor Téglás Societatea de Istorie și Arheologie a Comitatului Hunedoara, care după doi ani, în 1882, reușește să fondeze o colecție de antichități.
Societatea de Istorie și Arheologie beneficiază de sprijinul lui George Barițiu, care contribuie cu donații în bani și cărți. În paralel cu colecția de antichități, se constituie și colecțiile de etnografie, de mineralogie, de paleontologie și de ornitologie. Colecțiile muzeului erau depozitate într-o casă particulară. Din anul 1890 colecțiile au fost amenajate în șase clase ale „Liceului Real din Deva” (actualul Colegiu Național „Decebal”), al cărui director era arheologul Gábor Téglás.

### Secția de istorie
Secția de istorie a Muzeului Civilizației Dacice și Romana este găzduită în palatul Magna Curia.

### Secția de artă
Secția de artă este găzduită de aripa dreaptă a Palatului Prefecturii.

### Secția de științele naturii
Secția de științele naturii este găzduită de anexa principală a Castelului Bethlen.

### Secția de numismatica
Secția de numismatica a Muzeului Civilizației Dacice și Romana este găzduită în palatul Magna Curia.

## Colecții
Muzeul găzduiește colecții de arheologie din perioadele: preistoică, dacică, romană, premedievală și medievală timpurie, colecții numismatice, colecții de artă decorativă, de etnografie (costume populare, unelte, ceramică de Botiza, icoane pe sticlă), colecții de științe naturale (botanică, paleontologie, etc.) și o bibliotecă de aproximativ 40000 de volume.